# Bloedzuiverheid
Bloedzuiverheid (Engels: blood purity) is een centraal concept in de Harry Potter-boeken van J.K. Rowling en de wereld van Harry Potter in het algemeen.
Tovenaars of heksen met vier magische grootouders worden beschouwd als bloedzuiver of volbloed. Zij die één of meer dreuzels (niet-magische) grootouders hebben, worden halfbloed genoemd. Zij die twee dreuzelouders hebben, staan bekend als dreuzelgeborene of, pejoratief, modderbloedje.

## Genetica
Rowling heeft verklaard dat de geboorte van tovenaars en heksen in dreuzelfamilies een resultaat is van een heropleving van het 'tovergen'.
"Muggle-borns will have a witch or wizard somewhere on their family tree, in some cases many, many generations back. The gene re-surfaces in some unexpected places."
In sommige gevallen, zoals bij Kasper en Dennis Krauwel, blijken meerdere broers/zussen magische kracht te bezitten. In een ander geval, zoals bij Lily en Petunia Evers, niet.
De kinderen van twee tovenaars zullen vrijwel altijd magische kracht erven; de zeldzame gevallen waarvoor dat niet geldt worden snullen genoemd.
Rowling heeft gezegd dat de meeste kinderen uit een tovenaar- of dreuzelgezin magisch zullen zijn. Dit lijkt onmogelijk volgens de wetten van de genetica, al is er ook een oplossing. T. Brightwater legt het op MuggleNet als volgt uit:
"It would seem impossible to account for both of these occurrences by the normal Mendelian rules of inheritance. If magic is the result of a dominant gene, Squibs are easy to explain but Muggle-borns are not; if the gene is recessive, the reverse is true. However, if two genes are involved, the solution becomes much easier."
Volgens de Wetten van Mendel lijkt dit onmogelijk. Als magie het resultaat is van een dominant gen, zijn snullen snel verklaard maar dreuzelgeborenen niet; als het gen recessief is, is het tegenovergestelde waar. De oplossing is dus dat er meerdere genen aan te pas komen bij magie. Tenzij het gen recessief is en bij snullen er een defect gen is. Aangezien snullen niet heel vaak voorkomen, zou dit een verklaring kunnen zijn.

### Theorie
Een kind van een volbloed tovenaar en heks levert een volbloed kind op. Als een van de twee ouders volbloed tovenaar is en de ander niet, zal het kind altijd een halfbloed worden, ongeacht wat die andere ouder dan is. Zie het kopje hieronder voor de enige uitzondering op deze regel.
| Moeder volbloed | Moeder volbloed | Moeder volbloed | Moeder volbloed | Moeder volbloed | Moeder volbloed |  |  |               |               |               |               |               |               |  |  | Vader volbloed | Vader volbloed | Vader volbloed | Vader volbloed | Vader volbloed | Vader volbloed |  |  |  |  |  |  | Moeder volbloed | Moeder volbloed | Moeder volbloed | Moeder volbloed | Moeder volbloed | Moeder volbloed |  |  |                |                |                |                |                |                |  |  | Vader halfbloed | Vader halfbloed | Vader halfbloed | Vader halfbloed | Vader halfbloed | Vader halfbloed |
| Moeder volbloed | Moeder volbloed | Moeder volbloed | Moeder volbloed | Moeder volbloed | Moeder volbloed |  |  |               |               |               |               |               |               |  |  | Vader volbloed | Vader volbloed | Vader volbloed | Vader volbloed | Vader volbloed | Vader volbloed |  |  |  |  |  |  | Moeder volbloed | Moeder volbloed | Moeder volbloed | Moeder volbloed | Moeder volbloed | Moeder volbloed |  |  |                |                |                |                |                |                |  |  | Vader halfbloed | Vader halfbloed | Vader halfbloed | Vader halfbloed | Vader halfbloed | Vader halfbloed |
|                 |                 |                 |                 |                 |                 |  |  | Kind volbloed | Kind volbloed | Kind volbloed | Kind volbloed | Kind volbloed | Kind volbloed |  |  |                |                |                |                |                |                |  |  |  |  |  |  |                 |                 |                 |                 |                 |                 |  |  | Kind halfbloed | Kind halfbloed | Kind halfbloed | Kind halfbloed | Kind halfbloed | Kind halfbloed |  |  |                 |                 |                 |                 |                 |                 |

| Moeder volbloed | Moeder volbloed | Moeder volbloed | Moeder volbloed | Moeder volbloed | Moeder volbloed |  |  |                |                |                |                |                |                |  |  | Vader dreuzelgeborene | Vader dreuzelgeborene | Vader dreuzelgeborene | Vader dreuzelgeborene | Vader dreuzelgeborene | Vader dreuzelgeborene |  |  | Moeder volbloed | Moeder volbloed | Moeder volbloed | Moeder volbloed | Moeder volbloed | Moeder volbloed |  |  |                |                |                |                |                |                |  |  | Vader dreuzel | Vader dreuzel | Vader dreuzel | Vader dreuzel | Vader dreuzel | Vader dreuzel |
| Moeder volbloed | Moeder volbloed | Moeder volbloed | Moeder volbloed | Moeder volbloed | Moeder volbloed |  |  |                |                |                |                |                |                |  |  | Vader dreuzelgeborene | Vader dreuzelgeborene | Vader dreuzelgeborene | Vader dreuzelgeborene | Vader dreuzelgeborene | Vader dreuzelgeborene |  |  | Moeder volbloed | Moeder volbloed | Moeder volbloed | Moeder volbloed | Moeder volbloed | Moeder volbloed |  |  |                |                |                |                |                |                |  |  | Vader dreuzel | Vader dreuzel | Vader dreuzel | Vader dreuzel | Vader dreuzel | Vader dreuzel |
|                 |                 |                 |                 |                 |                 |  |  | Kind halfbloed | Kind halfbloed | Kind halfbloed | Kind halfbloed | Kind halfbloed | Kind halfbloed |  |  |                       |                       |                       |                       |                       |                       |  |  |                 |                 |                 |                 |                 |                 |  |  | Kind halfbloed | Kind halfbloed | Kind halfbloed | Kind halfbloed | Kind halfbloed | Kind halfbloed |  |  |               |               |               |               |               |               |

### Discriminatie
De meerderheid van de tovenaars kan het volstrekt niet schelen wat iemands afstamming is: als je kunt toveren ben je een tovenaar of heks en zo niet, dan ben je een dreuzel of een snul.
Een minderheid daarentegen hangt de denkbeelden van Zalazar Zwadderich en Voldemort aan: tovenaars zijn superieur aan dreuzels, en dienen de laatsten te overheersen. Daarom worden halfbloeden en dreuzeltelgen veracht: halfbloeden omdat zij afstammen van de verbintenis tussen een tovenaar en een in hun ogen inferieure dreuzel, en dreuzeltelgen omdat zij eigenlijk gezien worden als dreuzels die magische geheimen 'stelen'.
Feitelijk is de vraag of iemand bloedzuiver is dan ook slechts van belang voor tovenaars die hier een punt van maken.

### Praktijk
Een interessant voorbeeld is het volgende: Harry's kinderen James, Albus en Lily zijn alle drie volbloed tovenaars. Dat is zo omdat de definitie van een volbloed is dat alle vier de grootouders toverkracht moeten bezitten. Ook al is Harry een halfbloed, hij krijgt dus toch volbloed kinderen.
|  |  |  |  |                 |                 |                 |                 |                 |                 |              |              |                   |                   |                   |                   |                   |                   |            |            |                |                |                |                |                |                |              |              |              |              |              |              |               |               |               |               |               |               |  |  |
|  |  |  |  |                 |                 |                 |                 |                 |                 |              |              |                   |                   |                   |                   |                   |                   |            |            |                |                |                |                |                |                |              |              |              |              |              |              |               |               |               |               |               |               |  |  |
|  |  |  |  | Fleamont Potter | Fleamont Potter | Fleamont Potter | Fleamont Potter | Fleamont Potter | Fleamont Potter |              |              | Euphemia (Potter) | Euphemia (Potter) | Euphemia (Potter) | Euphemia (Potter) | Euphemia (Potter) | Euphemia (Potter) |            |            | Charlus Potter | Charlus Potter | Charlus Potter | Charlus Potter | Charlus Potter | Charlus Potter |              |              | Dorea Zwarts | Dorea Zwarts | Dorea Zwarts | Dorea Zwarts | Dorea Zwarts  | Dorea Zwarts  |               |               |               |               |  |  |
|  |  |  |  | Fleamont Potter | Fleamont Potter | Fleamont Potter | Fleamont Potter | Fleamont Potter | Fleamont Potter |              |              | Euphemia (Potter) | Euphemia (Potter) | Euphemia (Potter) | Euphemia (Potter) | Euphemia (Potter) | Euphemia (Potter) |            |            | Charlus Potter | Charlus Potter | Charlus Potter | Charlus Potter | Charlus Potter | Charlus Potter |              |              | Dorea Zwarts | Dorea Zwarts | Dorea Zwarts | Dorea Zwarts | Dorea Zwarts  | Dorea Zwarts  |               |               |               |               |  |  |
|  |  |  |  |                 |                 |                 |                 |                 |                 |              |              |                   |                   |                   |                   |                   |                   |            |            |                |                |                |                |                |                |              |              |              |              |              |              |               |               |               |               |               |               |  |  |
|  |  |  |  |                 |                 |                 |                 | James Potter    | James Potter    | James Potter | James Potter | James Potter      | James Potter      |                   |                   | Lily Evers        | Lily Evers        | Lily Evers | Lily Evers | Lily Evers     | Lily Evers     |                |                | Arthur Wemel   | Arthur Wemel   | Arthur Wemel | Arthur Wemel | Arthur Wemel | Arthur Wemel |              |              | Molly Protser | Molly Protser | Molly Protser | Molly Protser | Molly Protser | Molly Protser |  |  |
|  |  |  |  |                 |                 |                 |                 | James Potter    | James Potter    | James Potter | James Potter | James Potter      | James Potter      |                   |                   | Lily Evers        | Lily Evers        | Lily Evers | Lily Evers | Lily Evers     | Lily Evers     |                |                | Arthur Wemel   | Arthur Wemel   | Arthur Wemel | Arthur Wemel | Arthur Wemel | Arthur Wemel |              |              | Molly Protser | Molly Protser | Molly Protser | Molly Protser | Molly Protser | Molly Protser |  |  |
|  |  |  |  |                 |                 |                 |                 |                 |                 |              |              |                   |                   |                   |                   |                   |                   |            |            |                |                |                |                |                |                |              |              |              |              |              |              |               |               |               |               |               |               |  |  |
|  |  |  |  |                 |                 |                 |                 |                 |                 |              |              | Harry Potter      | Harry Potter      | Harry Potter      | Harry Potter      | Harry Potter      | Harry Potter      |            |            |                |                |                |                |                |                |              |              | Ginny Wemel  | Ginny Wemel  | Ginny Wemel  | Ginny Wemel  | Ginny Wemel   | Ginny Wemel   |               |               |               |               |  |  |
|  |  |  |  |                 |                 |                 |                 |                 |                 |              |              | Harry Potter      | Harry Potter      | Harry Potter      | Harry Potter      | Harry Potter      | Harry Potter      |            |            |                |                |                |                |                |                |              |              | Ginny Wemel  | Ginny Wemel  | Ginny Wemel  | Ginny Wemel  | Ginny Wemel   | Ginny Wemel   |               |               |               |               |  |  |
|  |  |  |  |                 |                 |                 |                 |                 |                 |              |              |                   |                   |                   |                   |                   |                   |            |            |                |                |                |                |                |                |              |              |              |              |              |              |               |               |               |               |               |               |  |  |
|  |  |  |  |                 |                 |                 |                 |                 |                 |              |              |                   |                   |                   |                   |                   |                   |            |            |                |                |                |                |                |                |              |              |              |              |              |              |               |               |               |               |               |               |  |  |
|  |  |  |  |                 |                 |                 |                 |                 |                 |              |              | James Potter      | James Potter      | James Potter      | James Potter      | James Potter      | James Potter      |            |            | Albus Potter   | Albus Potter   | Albus Potter   | Albus Potter   | Albus Potter   | Albus Potter   |              |              | Lily Potter  | Lily Potter  | Lily Potter  | Lily Potter  | Lily Potter   | Lily Potter   |               |               |               |               |  |  |

## Volbloed
Tussen de volbloedfamilies bestaat een tweedeling: zij die hen die niet-volbloed zijn accepteren en als gelijk behandelen, zoals de familie Wemel, en zij die die mensen als inferieur beschouwen, zoals de familie Malfidus.
Volbloed tovenaars of heksen die geen respect hebben voor hun afkomst en omgaan met dreuzels en dreuzelgeborenen worden denigrerend 'bloedverraders' genoemd. Voorbeelden zijn de familie Wemel, Sirius Zwarts, Marcel Lubbermans en Merope Mergel.
Het spreekt voor zich dat volbloed families zoals de Wemels er geen punt van maken als iemand een partner kiest die niet volbloed is. Hierdoor is aannemelijk dat na verloop van tijd bij deze families ook de bloedzuiverheid verwatert. Anderzijds zal een familie die bloedzuiverheid wel belangrijk vindt, niet toestaan dat een van hun telgen met iemand trouwt die niet bloedzuiver is. Omdat echte bloedzuiverheid in de praktijk maar zo weinig voorkomt zijn er ook maar weinig echt zuivere families, en zijn die bovendien ook zodanig met elkaar vervlochten dat alle bloedzuivere families in meerdere of mindere mate aan elkaar verwant of aangetrouwd zijn.

### Volbloedfamilies
Uitgestorven
- Griffoendor
- Krenck
- Mergel
- Prosper
- Protser
- Zwadderich
- Zwarts

Bestaand
- Arduin
- Bonkel
- Dolochov
- Delacour
- Hork
- Kannewasser
- Korzel
- Kragge
- Kwast
- Leeflang
- Lubbermans
- Malfidus

- Marsman
- Noot
- Olivander
- Oorlof
- Ravenwoud
- Roselier
- Slakhoorn
- Vaals
- Van Detta
- Vilder
- Vleeschhouwer
- Wemel
- Wolkenveldt
- Zagrijn

Onbekend
- Odius
- Omber

## Halfbloed
Een halfbloed (Engels: half-blood) is iedere tovenaar of heks waarvan één, twee of drie van de grootouders dreuzels/dreuzeltelg zijn. Halfbloeden zijn de meest voorkomende soort tovenaars. Rowling heeft gezegd dat van de jaarlijkse groep nieuwe leerlingen 50% halfbloeden zijn.
Er bestaan twee soorten halfbloeden;
- 'Letterlijk' halfbloed, dus een volbloed ouder en een dreuzel/dreuzeltelg ouder.
- 'Theoretische' halfbloed, alle andere combinaties tussen dreuzel- en tovenaarsbloed.

Volbloed supremacisten beschouwen hun bloedzuiverheid als een maat voor magische kracht, wat echter niet terecht is. De meest machtige tovenaars in de boeken zijn allemaal halfbloed: Voldemort, Severus Sneep, Minerva Anderling, Albus Perkamentus en Harry Potter.
Terwijl Voldemort halfbloed is, streeft hij naar bloedzuiverheid in de toverwereld. De ironie hierin doet denken aan Adolf Hitler, die een raszuiver arisch rijk wilde creëren, terwijl hij zelf niet volledig voldeed aan het arische ideaalbeeld.

### Halfbloeden uit Harry Potter
- Harry Potter: vader, James Potter, volbloed; moeder, Lily Evers, dreuzeltelg.
- Marten Vilijn/Heer Voldemort: vader, Marten Vilijn Sr., dreuzel; moeder, Merope Mergel, volbloed, afstammeling van Zalazar Zwadderich.
- Albus Perkamentus: vader, Parcival Perkamentus, volbloed; moeder, Kendra Perkamentus, dreuzeltelg.
- Severus Sneep: vader, Tobias Sneep, dreuzel; moeder, Ellen Prins, volbloed.
- Nymphadora Tops: vader, Ted Tops, dreuzeltelg; moeder, Andromeda Zwarts, volbloed.
- Roos Wemel en Hugo Wemel: vader, Ron Wemel, volbloed; moeder, Hermelien Griffel, dreuzeltelg.
- Simon Filister: vader, dreuzel; moeder, volbloed.
- Minerva Anderling: vader, dreuzel; moeder, volbloed.
- Daan Tomas: vader, volbloed tovenaar; moeder, dreuzel.
- Remus Lupos:  vader, volbloed tovenaar; moeder, dreuzel.

## Dreuzeltelg
Een dreuzeltelg is iemand die wel magie bezit, ondanks het feit dat beide ouders dreuzel zijn.
Dreuzeltelgen worden in de boeken door Dooddoeners ook wel 'modderbloedjes' (Engels: mudbloods) genoemd, wat als scheldnaam gebruikt wordt. Aangezien dreuzeltelgen geen heksenmoeder of tovenaarvader hebben, worden dreuzeltelgen door Dooddoeners gehaat omdat ze 'magische geheimen' gestolen zouden hebben.

### Dreuzeltelgen uit Harry Potter
- Hermelien Griffel
- Lily Potter-Evers
- Joost Flets-Frimel
- Kasper Krauwel
- Dennis Krauwel
- Jammerende Jenny
- Ted Tops
- Dirk Kramer
- Maria Malkander

## Dreuzel
Een dreuzel of Niemagie (Engels: Muggle of No-Maj) is iemand die, in tegenstelling tot tovenaars, niet kan toveren en vaak ook niet weet dat magie bestaat, en een dreuzel komt dan ook niet uit een tovenaarsbloedlijn (iemand die wél uit een tovenaarsbloedlijn komt en toch niet kan toveren, noemen we een snul).
De wereld waarin de dreuzels leven is strikt gescheiden van de toverwereld. Het waarborgen van deze scheiding is de belangrijkste taak van het Ministerie van Toverkunst. Zwarte magiërs, onder wie de aanhangers van Heer Voldemort, voeren echter, tot wanhoop van het Ministerie, regelmatig toverkunst uit om paniek en angst te zaaien in de dreuzelwereld.

### Dreuzels uit Harry Potter
- Herman Duffeling - man van Petunia Duffeling, oom van Harry
- Petunia Duffeling-Evers -  tante van Harry en zus van Lily Potter
- Dirk Duffeling - de zoon van Herman en Petunia, en dus het neefje van Harry
- Pieter Pulking - een van de vrienden van Dirk Duffeling
- Margot Duffeling - een zus van oom Herman
- Frank Braam - hij wordt vermoord door Heer Voldemort. Hij komt voor in een droom van Harry in het vierde boek.
- De ouders van Hermelien Griffel
- De Dreuzelpremier, die o.a. wordt bezocht door Cornelis Droebel , Rufus Schobbejak en Romeo Wolkenveldt
- Marten Vilijn Sr. - de vader van Heer Voldemort
- Kolonel Vunzelaer - de buurman van Margot Duffeling, die elke zomer op haar honden past
- Jim Hagelmans - weerman van het Dreuzeljournaal, dat trouw wordt gekeken door de familie Duffeling

## Snul
Een snul (Engels: Squib) is iemand die wel uit een tovenaarsgezin stamt, maar geen magische krachten bezit. Vaak leeft zo iemand wel in de tovenaarswereld. Argus Vilder, de conciërge van Zweinstein, is een snul, net als mevrouw Vaals, die bij Harry's oom en tante in de straat woont.
De snullen die in de Harry Potter-boeken voorkomen hebben meestal iets met katten te maken. Argus Vilder behandelt zijn kat alsof ze zijn kind is, en mevrouw Vaals (de buurvrouw van Harry Potter), die vaak op Harry past als de Duffelingen weg moeten, heeft zelf ook veel katten. In het vijfde boek heeft mevrouw Vaals het erover dat ze haar kat onder een auto op de uitkijk gezet had omdat ze Levenius Lorrebos, degene die Harry eigenlijk in de gaten moest houden, niet vertrouwde.

### Snullen uit Harry Potter
- Argus Vilder - conciërge op Zweinstein
- Arabella Vaals - buurvrouw van de familie Duffeling